# Bána nemzetség
A Bána nemzetség (Bana genus) az ősi magyar nemzetségek egyike volt. Mindazonáltal puszta létezéséről is megoszlik a történészek véleménye.
Györffy György szerint 10. századi múltra visszatekintő ősi magyar genus, bár a késő avar vagy besenyő eredet is elképzelhető. Engel Pál Györffyhez hasonlóan önálló nemzetségnek tekinti a Bánákat. Ezzel szemben Fügedi Erik a Ketel honfoglaló besenyő vezér Alaptolma nevű fiától származó Katapán (Koppán) nemzetség egyik ágának tartja a Bána nemet. Ez esetben a Bána nemzetség egyenes leszármazottja Talmács besenyő törzs kánjainak, akiket a bizánci császár hercegi címmel tüntetett ki.
A nemzetség fő szállásterülete a mai Bana község környékén, Győr és Komárom vármegye határán, valamint a Bakonyban terült el. A Bána nemzetség valamely tagja viselhette a banai tarsolylemezt.[forrás?]
A Bána nem két fő ágra oszlott. Az elsőből származott a Bébi, Bánai és Pinnyegi család, míg a másodikból a pókatelki Kondé, pókaföldi Szomor, újfalusi Fekete, s a cseszneki és milványi báró és gróf Cseszneky család.[forrás?]

## A Bána nemzetség cseszneki ágának leszármazása
- A Bána nembeli Apa ispán, említése 1230

Gyermekei: I-II.
- I. Bána nembeli Jakab, említése 1230
- II. Bána nembeli Mihály ispán, főlovászmester, bolondóci várispán, említése 1224-1244

Fiai: 1-2.
- 1. Bána nembeli Mihály említése 1270-1275
- 2. Cseszneki Jakab királyi kardhordozó, trencséni ispán, említése 1239-1281

felesége: Csák nembeli Trencséni N. (Cs. nb. T. Márk honti ispán leánya) (= II. Lőrinte nb. Lőrinte)
Fiai: a1-a5.
- a1. Cseszneki Miklós említése 1293-1329

Fia: b1.
- b1. Cseszneki Domonkos
- a2. Cseszneki Lőrinc említése 1293-1320
- a3. Cseszneki Szomor említése 1293-1310

Fia: b1.
- b1. Rédei és gönyűi CSESZNEKI MIKLÓS említése 1324-1354. 1342-ben szerzi Pókatelket.

felesége: N. Anna
Fiai: c1-c5.
- c1. Pókatelki SZOMOR JÁNOS dipl.1379 + 1393

felesége: N. Ilona említése 1393

Tőle a pókatelki SZOMOR család
- c2. Pókatelki CSESZNEKI GYÖRGY említése 1333
- c3. Pókatelki CSESZNEKI MÁTÉ említése 1333
- c4. Pókatelki CSESZNEKI TAMÁS említése 1379-1384
- c5 Pókatelki CSESZNEKI JAKAB, dictus Fekete

Tőle a pókatelki és újfalusi KONDÉ család
- a4. Cseszneki CSESZNEKI PÁL említése 1300 +1323

felesége: N. Ágnes (= II. RAMANDE fia Miklós)
- a5. Cseszneki CSESZNEKI MIHÁLY említése 1296-1303

Fiai: b1-b6.
- b1. Rédei és pázmándfalusi Cseszneki János, dictus Fejes, említése 1308-1329

Fia: c1.
- c1. Rédei és pázmándfalusi Cseszneki Jakab, dictus Fejes említése 1323-1329
- b2. Rédei CSESZNEKI MIHÁLY
- b3. Rédei CSESZNEKI JAKAB
- b4. Rédei CSESZNEKI ISTVÁN
- b5. Rédei CSESZNEKI ANDRÁS
- b6. Rédei CSESZNEKI MÁRTON